# Desa Tegallega (administrativ by i Indonesien, lat -7,27, long 106,84)
Desa Tegallega är en administrativ by i Indonesien.   Den ligger i provinsen Jawa Barat, i den västra delen av landet, 120 km söder om huvudstaden Jakarta.